# ۲۴ ک‌م گورکوفسکوی ژلزنوی دوروگی
۲۴ ک‌م گورکوفسکوی ژلزنوی دوروگی (به لاتین: 24 km Gorkovskoy zheleznoy dorogi) یک منطقهٔ مسکونی در روسیه است که در ماری ال واقع شده‌است.